# Siliwangidivisie

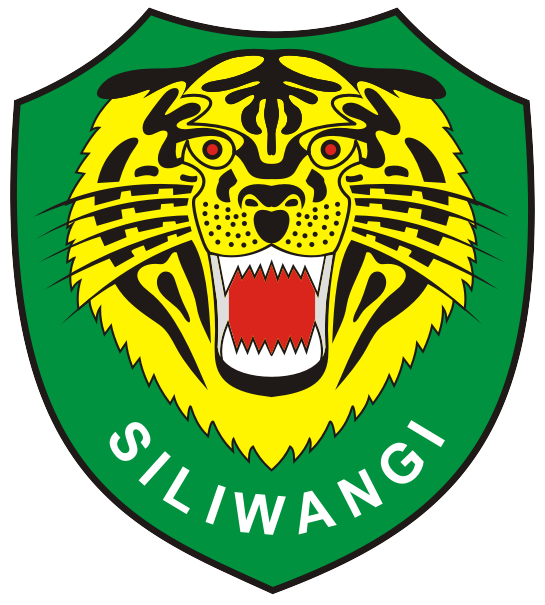

De Siliwangidivisie (in het Indonesisch Divisi Siliwangi, afgekort SLW) is de elitedivisie van het Indonesische leger, gelegerd in Bandung op Java.
Deze divisie (ca. 10.000 manschappen) is opgericht rond het uitroepen van de onafhankelijkheid van Indonesië in augustus 1945 en behoorde toen tot de twee enige reguliere divisies van het net opgerichte republikeinse leger TNI. Tegenwoordig heeft ze als divisienummer III.
De divisie is vernoemd naar de roemruchte heerser van Pajajaran in de 15e eeuw uit dit gebied en heeft als symbool een tijgerkop.

## Feiten
- Ze werd bijna verslagen door het Nederlandse leger in 1946 en stapte toen met succes over op guerrillastrijd. Haar uitrusting bestond in het begin uit voormalig Japans oorlogstuig en uniformen, naderhand ook uit op de zwarte markt gekocht Nederlands oorlogstuig.
- In 1948 onderdrukte ze een communistische opstand in Madiun.
- Ze heeft een eigen museum op de Jalan Lembong (vroeger Oude Hospitaalweg) te Bandung, in de voormalige woning van de Nederlandse commandant van die stad. Dit voormalige hoofdkwartier van deze divisie werd op 23 januari 1950 kortstondig veroverd door de troepen van een moslimleger genaamd APRA onder leiding van Raymond Westerling.
- Het is deze divisie die het grootste semireguliere moslimleger (genaamd Darul Islam) op Java uiteindelijk versloeg begin 1960.
- Deze divisie is heel vaak (met succes) ingezet tegen onafhankelijkheidsbewegingen in de Indonesische archipel.

## Commandanten
- Generaal Abdul Harris Nasution
- Kol. Alexander Evert Kawilarang
- Lt-Gen. Kemal Idris
- B-Gen.  R.A. Kosasih
- Gen-Maj.Ibrahim Adjie
- Lt-Gen. Hartono Rekso Dharsono (1966-1969)
- Lt-Gen. Solihin Gautama Purwanegara
- Lt-Gen. Himawan Soetanto (1975-1978)
- Lt-Gen. Aang Kunaefi
- Lt-Gen. Yogie S. Memed (1978-1983)
- Gen-Maj.Edi Sudradjat (1983-1985)
- Lt-Gen. Raja Inal Siregar (1985-1988)
- Gen-Maj. Nuriana
- Gen-Maj. Tayo Tarmadi (1995-1997)
- Gen-Maj. Slamet Supriadi
- Gen-Maj. Zainuri Hasyim
- Gen-Maj. Darsono (9 juli 2001 - 24 juli 2002)
- Gen-Maj. Iwan R. Sulandjana (24 juli 2002 - 14 februari 2005)
- Gen-Maj. Sriyanto Muntrasan (14 februari 2005 - 11 september 2006)
- Gen-Maj. George Toisutta (11 september 2006 - 2007)
- Gen-Maj. Suroyo Gino (2007 - 2008)
- Gen-Maj. Rasyid Qurnuen Aquary (2008 - 2009)
- Gen-Maj. Pramono Edhie Wibowo (2009 - 2010)
- Gen-Maj. Mayor Jenderal TNI Moeldoko (2010 - 2011)
- Gen-Maj. Muhammad Munir (2011 - 2012)
- Gen-Maj. Sonny Widjaja (2012 - 2013)
- Gen-Maj. Dedi Kusnadi Thamim (2013 - tegenwoordig)